# Badger Brass Manufacturing Company
Badger Brass Manufacturing Company war ein US-amerikanisches Unternehmen im Automobilbereich.

## Unternehmensgeschichte
Das Unternehmen hatte seinen Sitz in Kenosha in Wisconsin. Es stellte ab 1898 Scheinwerfer her. 1901 entstand ein einzelner Prototyp, der Badger genannt wurde. 1913 begann die Produktion von Automobilen. Konstrukteur war Richard Welles. Der Markenname lautete True. Im Januar 1914 gab L. F. Keck an, dass keine Fahrzeuge mehr produziert würden. Zwei Quellen schließen daraus, dass die Produktion 1913 endete. Die Produktionszahl blieb gering. 1917 wurde das Werk verkauft.

## Fahrzeuge
Der Prototyp von 1901 war ein Dampfwagen.
Die Fahrzeuge von 1913 wurden als Cyclecar bezeichnet. Sie hatten einen V2-Motor von Spacke. 88,9 mm Bohrung und 93,218 mm Hub ergaben 1157 cm³ Hubraum. Damit war das Hubraumlimit von 1100 cm³ für Cyclecars überschritten. Die Motorleistung von 10 PS wurde über Riemen an die Hinterachse übertragen. Das Fahrgestell hatte 264 cm Radstand. Die offene Karosserie bot Platz für zwei Personen hintereinander. Der Fahrer saß hinten. Der Neupreis betrug 400 US-Dollar.